# 坦邦布瓊麗魚
坦邦布瓊麗魚，為輻鰭魚綱鱸形目隆頭魚亞目慈鯛科的其中一種，分布於南美洲Tambopata河下游流域，體長可達8.2公分，棲息在沙石底質的溪流，生活習性不明。

## 擴展閱讀
維基物種上的相關：坦邦布瓊麗魚